# Kupa na Bălgarija 2024-2025
La Coppa di Bulgaria 2024-2025, anche nota come Sesame Kupa na Bălgarija 2024-2025 per motivi di sponsorizzazione, è stata la 43ª edizione di questo trofeo, e l'84ª in generale di una coppa nazionale bulgara di calcio, iniziata il 13 ottobre 2024 e terminata il 22 maggio 2025. Il Botev Plovdiv era la squadra campione in carica, avendo conquistato il trofeo per la quarta volta nella sua storia.
La competizione è stata vinta dal Ludogorec, alla sua quarta coppa nazionale.

## Squadre partecipanti
Alla coppa partecipano 48 squadre:
| Părva liga 2024-2025 | Vtora liga 2024-2025 | Vincitori delle competizioni regionali |
| - Arda Kărdžali - Beroe - Botev Plovdiv - Botev Vraca - CSKA 1948 Sofia - CSKA Sofia - Černo More Varna - Hebăr Pazardžik - Krumovgrad - Levski Sofia - Lokomotiv Plovdiv - Lokomotiv Sofia - Ludogorec - Septemvri Sofia - Slavia Sofia - Spartak Varna | - Belasica Petrič - Dobrudža - Dunav Ruse - Etăr - Fratrija Varna - Liteks Loveč - Lokomotiv GO - Marek Dupnica - Minjor Pernik - Montana - Nesebăr - Pirin Blagoevgrad - Spartak Pleven - Sportist - Strumska Slava - Jantra Gabrovo | Zona nord-est - Aksakovo - Botev Novi Pazar - Černolomec Popovo - Septemvri Tervel Zona nord-ovest - Akademic Svištov - Lokomotiv Mezdra - Kom Berkovica - Levski 2007 Zona sud-ovest - Kyustendil - Oborište - Rilski Sportist - Vihren Sandanski Zona sud-est - FK Černomorec Burgas - Marica Plovdiv - Rozova Dolina - Sayana Haskovo |

## Partite

### Turno preliminare
Il sorteggio si è tenuto il 24 settembre 2024. A questo turno partecipano le 16 squadre vincitrici delle competizioni regionali e le 16 squadre non di riserva della Vtora Liga.
| Squadra 1            | Risultato       | Squadra 2         |
| -------------------- | --------------- | ----------------- |
| 13 ottobre 2024      |                 |                   |
| Botev Novi Pazar     | 0 – 2           | Fratrija Varna    |
| Levski 2007          | 2 – 3 (dts)     | Sportist          |
| Akademic Svištov     | 1 – 1 (2-3 dtr) | Montana           |
| Rilski Sportist      | 1 – 3 (dts)     | Dunav Ruse        |
| Aksakovo             | 0 – 4           | Jantra Gabrovo    |
| Kom Berkovica        | 0 – 4           | Pirin Blagoevgrad |
| Kyustendil           | 3 – 1           | Marek Dupnica     |
| Černolomec Popovo    | 3 – 0           | Liteks Loveč      |
| Sayana Haskovo       | 2 – 2 (4-2 dtr) | Lokomotiv GO      |
| Marica Plovdiv       | 1 – 2           | Belasica Petrič   |
| Lokomotiv Mezdra     | 0 – 0 (4-3 dtr) | Nesebăr           |
| Rozova Dolina        | 2 – 1           | Strumska Slava    |
| FK Černomorec Burgas | 2 – 0           | Etăr              |
| Septemvri Tervel     | 0 – 3           | Dobrudža          |
| Vihren Sandanski     | 1 – 2           | Minjor Pernik     |
| Oborište             | 2 – 1 (dts)     | Spartak Pleven    |

### Primo turno
| Squadra 1            | Risultato         | Squadra 2         |
| -------------------- | ----------------- | ----------------- |
| 28 ottobre 2024      |                   |                   |
| FK Černomorec Burgas | 1 – 1 (2-4 dtr)   | Lokomotiv Plovdiv |
| 29 ottobre 2024      |                   |                   |
| Dobrudža             | 0 – 4             | CSKA Sofia        |
| Sportist             | 0 – 2             | Botev Vraca       |
| Jantra Gabrovo       | 0 – 1             | Lokomotiv Sofia   |
| Sayana Haskovo       | 0 – 4             | Spartak Varna     |
| Lokomotiv Mezdra     | 2 – 1 (dts)       | Septemvri Sofia   |
| Rozova Dolina        | 1 – 2             | Arda Kărdžali     |
| Montana              | 1 – 3             | Slavia Sofia      |
| 30 ottobre 2024      |                   |                   |
| Oborište             | 0 – 1             | Krumovgrad        |
| Kyustendil           | 0 – 4             | Černo More Varna  |
| Dunav Ruse           | 0 – 0 (11-10 dtr) | Hebăr Pazardžik   |
| Pirin Blagoevgrad    | 0 – 2 (dts)       | Levski Sofia      |
| 31 ottobre 2024      |                   |                   |
| Belasica Petrič      | 0 – 5             | CSKA 1948 Sofia   |
| Minjor Pernik        | 0 – 1             | Botev Plovdiv     |
| Černolomec Popovo    | 0 – 6             | Ludogorec         |
| 14 novembre 2024     |                   |                   |
| Fratrija Varna       | 3 – 3 (2-4 dtr)   | Beroe             |

### Ottavi di finale
Il sorteggio si è tenuto il 7 novembre 2024.
| Squadra 1        | Risultato | Squadra 2         |
| ---------------- | --------- | ----------------- |
| 13 dicembre 2024 |           |                   |
| Lokomotiv Mezdra | 0 – 1     | Botev Vraca       |
| Beroe            | 2 – 0     | Lokomotiv Plovdiv |
| 14 dicembre 2024 |           |                   |
| Černo More Varna | 1 – 0     | Slavia Sofia      |
| Levski Sofia     | 1 – 0     | Dunav Ruse        |
| 15 dicembre 2024 |           |                   |
| Lokomotiv Sofia  | 1 – 5     | Botev Plovdiv     |
| Spartak Varna    | 2 – 3     | CSKA Sofia        |
| 16 dicembre 2024 |           |                   |
| Krumovgrad       | 0 – 2     | Arda Kărdžali     |
| CSKA 1948 Sofia  | 2 – 3     | Ludogorec         |

### Quarti di finale
Il sorteggio si è tenuto il 18 dicembre 2024.
| Squadra 1        | Risultato       | Squadra 2     |
| ---------------- | --------------- | ------------- |
| 25 febbraio 2025 |                 |               |
| Botev Vraca      | 0 – 0 (4-2 dtr) | Beroe         |
| 26 febbraio 2025 |                 |               |
| Černo More Varna | 1 – 0           | Levski Sofia  |
| CSKA Sofia       | 2 – 1           | Arda Kărdžali |
| 27 febbraio 2025 |                 |               |
| Ludogorec        | 0 – 0 (4-2 dtr) | Botev Plovdiv |

### Semifinali
Il sorteggio si è tenuto il 27 febbraio 2025.
| Squadra 1                | Totale | Squadra 2  | Andata | Ritorno |
| ------------------------ | ------ | ---------- | ------ | ------- |
| 9-10 / 22-23 aprile 2025 |        |            |        |         |
| Botev Vraca              | 0 - 3  | Ludogorec  | 0 - 1  | 0 - 2   |
| Černo More Varna         | 1 - 2  | CSKA Sofia | 0 - 0  | 1 - 2   |

### Finale
| Arbitro: | Georgi Kabakov |

|                |           |  |
| Caio Vidal 34’ | Marcatori |  |